# Missione eroica - I pompieri 2
Missione eroica - I pompieri 2 è un film del 1987 diretto da Giorgio Capitani.
È il sequel de I pompieri, diretto da Neri Parenti nel 1985.

## Trama
Proseguono le disavventure della sgangherata Squadra 17, ora composta da Nicola Ruoppolo, promosso a caposquadra, Alberto Spina, Paolo Casalotti, ora arruolatosi ufficialmente nel Corpo dei Pompieri, e i nuovi elementi Teo Pullini e Max Pirovano.
A seguito di un gemellaggio fra il corpo nazionale dei vigili del fuoco e le forze speciali dei pompieri canadesi, arriva a Roma il comandante Carter. Assistendo all'ennesimo fallimento della Squadra 17 nell'impresa di salvare delle persone da un'alluvione, sceglie di addestrarla personalmente, per dimostrare di poter trasformare i peggiori pompieri nella migliore squadra.
Mentre Carter sottopone la squadra ad un pesantissimo addestramento, un pozzo petrolifero prende fuoco: Carter, esperto nel settore, accetta d'intervenire e, contro il parere del comandante della caserma, decide di mandare a spegnerlo proprio la Squadra 17. La missione prevede l'impiego di un carico di nitroglicerina per domare l'incendio, ma la squadra, convinta che si tratti solo di un'altra esercitazione, non la prende sul serio, e oltretutto non crede che il carico contenga realmente nitroglicerina.
I cinque pompieri si fermano a mangiare in un piccolo locale all'aperto in campagna; durante il pasto, Pullini, dopo l'ennesima litigata al telefono con la sua fidanzata, butta un mozzicone di sigaretta nel camion, facendolo saltare in aria.
La squadra, presa coscienza del fatto che non si tratta di un'esercitazione, fa credere al comando che il carico sia stato sabotato e provano a lasciare l'incarico, ma Carter non demorde e riaffida loro la missione, stavolta dividendo il carico su due camion al fine di farne arrivare almeno uno a destinazione, e decide di seguire personalmente le operazioni, obbligando la squadra a seguire percorsi alternativi tra paludi e foreste per depistare i presunti sabotatori.
Durante la notte si assiste anche al tentativo di fuga di Spina e Pullini, che però la mattina dopo si ritroveranno al punto di partenza, in tempo per evitare che Pirovano e Casalotti finiscano sotto il camion guidato maldestramente da Ruoppolo nel tentativo di liberarlo dal fango. Dopo varie peripezie, i cinque raggiungono infine il pozzo petrolifero, e credono che con ciò la loro missione sia finita; in realtà, Carter ha stabilito che siano due di loro a gettare la nitroglicerina nel pozzo, rischiando la vita.
Dopo una surreale conta, vengono scelti Casalotti e Pirovano, ma quando i due rischiano di essere ingoiati dalle fiamme, i compagni intervengono per salvarli, riuscendo a spegnere il fuoco, con Casalotti che riuscirà pure a mandare a quel paese Carter, vincendo una scommessa con Spina. Il tutto si conclude con la Squadra 17 portata in trionfo.

## Produzione
Il film venne girato nell'autunno del 1987, in gran parte nell'hinterland romano. Per la caserma protagonista, che non fu la stessa del precedente film, vennero sfruttati ben tre set; per  il principale venne adoperata la Scuola per la formazione di base dei Vigili del Fuoco di Roma situata in piazza Scilla 2, per i garage delle autobotti venne sfruttata la Casermetta Ostiense di via Marmorata 13, mentre per l'uscita delle autobotti venne scelto il distaccamento di Prati, in via Antonio Cantore.
Le scene iniziali relative all'alluvione furono girate a Trevignano Romano (loc. Possesso), dove vennero costruite alcune finte abitazioni nel lago di Bracciano.
Altri set utilizzati furono Campagnano di Roma, nei pressi della Chiesa della Madonna del Sorbo (per le scene relative all'addestramento) e le Cascate della Mola a Formello, nel Parco di Veio.
Il film presenta notevoli discontinuità rispetto a I pompieri. Ad esempio, Nicola Ruoppolo nel primo film è marito di Amalia, interpretata da Moana Pozzi, mentre nel seguito è sposato con un'altra donna dalla quale ha avuto ben cinque figli; è inoltre il caposquadra dei protagonisti, ruolo che nel precedente film ricopriva Armando Bigotti (Andrea Roncato), il quale non compare in questa pellicola. Altrettanto non compare Daniele Traversi (Ricky Tognazzi), sostituito da Teo Pullini (interpretato da Teo Teocoli). Il fratello di Massimo Boldi, che nel primo capitolo interpretava Tom, operatore della Telecosmo, appare in questo film nelle vesti di un ortolano. Paolo Casalotti è sì sposato ma, a differenza del primo film dove la moglie viene interpretata da Paola Tiziana Cruciani, qui è accompagnato da un'altra attrice.
La trama del film ricorda vagamente quella de Il salario della paura, film del 1977 diretto da William Friedkin, a sua volta, ispirato al film del 1953 Vite vendute diretto da Henri-Georges Clouzot.